# Handball-Verbandsliga Bayern 1977/78
Die Handball-Verbandsliga Bayern 1977/78 war die zweite Saison der in Nord und Süd eingeteilten bayerischen Verbandsliga, die unter dem Dach des „Bayerischen Handballverbandes“ (BHV) organisiert wurde und trug nur zum Ligastart den Namen Landesklasse Bayern. Die Liga stellt den Unterbau zur Handball-Bayernliga dar und war im damaligen deutschen Handball-Ligasystem viertklassig. 

## Saisonverlauf

Bereich des „Bayerischen Handballverbandes“ (BHV)

Die Meisterschaft Gruppe Nord gewann der TSV 1860 Ansbach und Meister der Gruppe Süd wurde der TSV
 Aichach, die damit auch das Aufstiegsrecht zur drittklassigen Bayernliga erhielten. Die Absteiger der Nordgruppe
 waren der ASV Rothenburg, Bayreuther TS 1861 und ASV 1863 Cham, TSV München-Ost aus der Südgruppe.

### Teilnehmer
Zu den vierzehn startberechtigten Mannschaften aus der Vorsaison kamen noch der HSC Bad Neustadt als Bayernligaabsteiger und der TG 1861 Heidingsfeld, TV 1861 Erlangen-Bruck, SG TSV/DJK Gräfelfing, VfL Leipheim 1898 als Aufsteiger von den Bezirken hinzu.

### Modus
Es wurde eine Hin- und Rückrunde gespielt. Platz eins jeder Gruppe war Staffelsieger und aufstiegsberechtigt für
  die Bayernligasaison 1978/79. Die Plätze neun und zehn belegten je die Absteiger.

### Saisonabschlusstabelle 1977/78

#### Gruppe Nord
|     | Mannschaft                 | Spiele | Punkte |
| --- | -------------------------- | ------ | ------ |
| 1.  | TSV 1860 Ansbach           | 18     | 25:11  |
| 2.  | DJK Würzburg               | 18     | 22:14  |
| 3.  | HSC Bad Neustadt (A)       | 18     | 20:16  |
| 4.  | ASV Pegnitz                | 18     | 20:16  |
| 5.  | TG 1861 Heidingsfeld (N)   | 18     | 18:18  |
| 6.  | TSV 1846 Nürnberg          | 18     | 17:19  |
| 7.  | TV 1861 Erlangen-Bruck (N) | 18     | 17:19  |
| 8.  | HG Hof                     | 18     | 17:19  |
| 9.  | ASV Rothenburg             | 18     | 16:20  |
| 10. | Bayreuther TS 1861         | 18     | 8:28   |

(A) = Bayernliga Absteiger (N) = Neu in der Liga (Aufsteiger)

 Meister und für die Handball-Bayernliga 1978/79 qualifiziert
  „Für die Verbandsliga 1978/79 qualifiziert“ 
  „Absteiger“

#### Gruppe Süd
Saison 1977/78 
|     | Mannschaft                | Spiele | Punkte |
| --- | ------------------------- | ------ | ------ |
| 1.  | TSV Aichach               | 18     | 26:10  |
| 2.  | TSV Schongau 1863         | 18     | 24:12  |
| 3.  | TSV Allach 09 (A)         | 18     | 23:13  |
| 4.  | SG TSV/DJK Gräfelfing (N) | 18     | 19:17  |
| 5.  | MTSV Schwabing            | 18     | 18:18  |
| 6.  | TSV 1882 Landsberg        | 18     | 18:18  |
| 7.  | VfL Leipheim 1898 (N)     | 18     | 17:19  |
| 8.  | TSV 1875 Göggingen        | 18     | 17:19  |
| 9.  | ASV 1863 Cham             | 18     | 12:24  |
| 10. | TSV München-Ost           | 18     | 6:30   |

(A) = Bayernliga Absteiger (N) = Neu in der Liga (Aufsteiger)

 Meister und für die Handball-Bayernliga 1978/79 qualifiziert
  „Für die Verbandsliga 1978/79 qualifiziert“ 
  „Absteiger“